# Dev-Kesken
Dev-Kesken (auch Devkesken, Devkesken Qala) ist eine archäologische Fundstätte im Norden Turkmenistans.

## Lage
Dev-Kesken liegt in der Provinz Daşoguz im Norden des Landes. Die Region ist von der lebensfeindlichen Karakum-Wüste und den Ausläufern des Ustjurt-Plateaus geprägt. Dev-Kesken liegt im äußersten Süd-Westen des Ustjurt-Plateaus. Die nächste größere Stadt ist Köneürgenç am Rande der Karakum-Wüste und damit 60 Kilometer östlich von den Fundstätten in Dev-Kesken gelegen.

## Gebäude
Die Festung Dev-Kesken ist das älteste Gebäude der Ausgrabungsstätte und geht teilweise bis auf das 4. Jahrhundert vor Christus zurück. Dev-Kesken war eine Festungsanlage, die gleichzeitig als Palast gedient haben dürfte. Dev-Kesken ist aus Lehmziegeln errichtet und im oberen Teil mit verzierten Pilastern geschmückt. Auf Grund ihrer zeitüberdauernden Rolle in der sonst wechselhaften Geschichte des Ortes wird der Name der Festungsanlage teilweise als Bezeichnung für den Ort verwendet.

## Geschichte
Die Besiedlung des Ortes geht auf das 3. oder 4. Jahrhundert vor Christus zurück. Die Stadt wurde durch Mauern aus Lehm geschützt und ein Bewässerungssystem ermöglichte die Nutzung der umliegenden Böden. Im 4. Jahrhundert nach Christus begann der Verfall der Stadt, damals war das Wetter sehr arid und es gab in der Region nicht genug Wasser, sodass die Bewohner die Stadt verließen. Im 6. Jahrhundert kam es zu einer erneuten Besiedlung des Ortes, da das Klima wieder humider geworden war und der Amurdarya durch einen Damm in die Richtung von Dev-Kesken umgeleitet wurde. Der Ort um die Zitadelle Dev-Kesken wurde zu einem der Zentren des Reichs der Choresm-Schahs und auch nach der Zerstörung durch mongolische Truppen während der mongolischen Invasion schnell wieder aufgebaut. Die Stadt galt als eines der Zentren der islamischen Welt, bis die Stadt im 14. Jahrhundert von den Truppen Timurs erobert und grausam geplündert wurde, auch der Damm am Amurdarya wurde zerstört. Zu Beginn des 15. Jahrhunderts gehörte die Stadt zum Usbeken-Khanat, ging aber nach dessen Zerfall ins Territorium der Goldenen Horde über. 1464 wurde bei Dev-Kesken offiziell die Stadt Vazir gegründet. Im 15. oder 16. Jahrhundert wurden auch zwei Mausoleen und eine Moschee an dem Ort errichtet, die auch heute noch erkennbar sind. 1511 errichtete Ilbars Khan eine Dynastie, die künftig über das Gebiet Choresmien herrschte, eines der Zentren des Reiches war Vazir. In den 1570er-Jahren änderte der Amudarya seinen Flusslauf, sodass die Region um Dev-Kesken zu der bis heute bestehenden Wüstenlandschaft wurde. Deshalb wurde der Ort schnell von den Einwohnern verlassen.

## Ausgrabungen
Im September 1946 wurde das Areal erstmals archäologisch untersucht durch Sergey Tolstov, der Zentralasien auf einer Expedition auf den Spuren Choresmiens bereiste. Tolstov identifizierte die Ruinen als Teil der ehemaligen Stadt Vazir. 1963 und 1964 wurden vom Archäologen Bizhanov detailliertere Untersuchungen der Ruinen und der umliegenden Besiedlungsspuren unternommen, die in den 1980er-Jahren von Archäologen der Akademie der Wissenschaften in Nukus fortgeführt wurden.